# 3669 Vertinskij
3669 Vertinskij è un asteroide della fascia principale. Scoperto nel 1982, presenta un'orbita caratterizzata da un semiasse maggiore pari a 2,2144275 UA e da un'eccentricità di 0,0699941, inclinata di 4,82562° rispetto all'eclittica.